# Acomopterella martinovskyi
Acomopterella martinovskyi is een muggensoort uit de familie van de paddenstoelmuggen (Mycetophilidae). De wetenschappelijke naam van de soort is voor het eerst geldig gepubliceerd in 2008 door Ševčík & Chandler.